# Güray Vural
Güray Vural (sinh ngày 11 tháng 6 năm 1988) là một cầu thủ bóng đá Thổ Nhĩ Kỳ thi đấu ở vị trí hậu vệ cánh cho Kayserispor ở Süper Lig. Anh từng thi đấu cho Đội tuyển bóng đá U-21 quốc gia Thổ Nhĩ Kỳ.

## Sự nghiệp quốc tế
Vural ra mắt quốc tế cho Đội tuyển bóng đá quốc gia Thổ Nhĩ Kỳ trong trận giao hữu thắng 3-1 trước Moldova ngày 27 tháng 3 năm 2017.